# Anti-
ANTI- é uma gravadora americana fundada em 1999 e é um selo-irmã da Epitaph Records. A gravadora se especializa com os gêneros hip hop, reggae, indie rock e country.

## Alguns artistas da ANTI-
- Antibalas
- Billy Bragg
- Buju Banton
- Daniel Lanois
- Dead Man's Bones
- Greg Graffin
- Marianne Faithfull
- N.A.S.A. (grupo musical)
- Nick Cave and the Bad Seeds
- One Day As A Lion
- Os Mutantes (somente nos EUA)
- Ramblin' Jack Elliot
- Spoon
- The Locust
- Title Fight
- Tom Waits
- Solomon Burke
- Youth Group